# مجزرة مسجد إحياء السنة
مسجد إحياء السنة، مسجد في حي الصبرة جنوب قطاع غزة، استُهدف يوم الأربعاء 15 نوفمبر 2023 خلال ضربةٍ جوية نفذتها القوات الجوية الإسرائيلية وذلك خلال الرد الإسرائيلي على عملية طوفان الأقصى مما أدى إلى استشهاد ما يزيد عن خمسين مصلياً.

## المجزرة
في مساء يوم الأربعاء 15 نوفمبر 2023 بينما كانوا الناس يجمعون بين صلاتي المغرب والعشاء باغتتهم القوات الجوية الإسرائيلية بضربة جوية وقصفت المسجد عليهم دون سابق إنذار مما أدى لاستشهاد أكثر من خمسين شخص وإصابة العديد بالجروح عدا عن وجود العديد تحت الأنقاض. وذكرت مصادر صحفية في مستشفى الأهلي المعمداني بحي الزيتون، المشفى الوحيد العامل في مدينة غزة حاليا، أن المشفى استقبل نحو 50 شهيدًا وعشرات الجرحى جلهم مصابون بجراح خطرة.